# Gouvernorat de Sidi Bouzid
Le gouvernorat de Sidi Bouzid (arabe : ولاية سيدي بوزيد), créé en 1973, est l'un des 24 gouvernorats de la Tunisie. Il est situé dans le centre du pays et couvre une superficie de 6 994 km2, soit 4,3 % de la superficie du pays. Son chef-lieu est Sidi Bouzid.
Il abrite en 2024 une population de 489 991 habitants. À majorité rurale, elle s'urbanise de plus en plus (22,2 % en 1999 contre 12,4 % en 1984).

## Géographie
Le gouvernorat de Sidi Bouzid fait la liaison entre la Tunisie steppique et la Tunisie pré-saharienne. Il est entouré par six gouvernorats : Siliana au nord, Gabès au sud, Gafsa et Kasserine à l'ouest et Sfax et Kairouan au nord-est.
La moyenne des précipitations annuelles est 234 millimètres et les températures atteignent 13,1 °C en hiver et 27,5 °C en été.
Administrativement, le gouvernorat est découpé en quatorze délégations, 17 municipalités et 110 imadas,.
| Délégation                                    | Population en 2024 (habitants) |
| --------------------------------------------- | ------------------------------ |
| Bir El Hafey                                  | 45 208                         |
| Cebbala Ouled Asker                           | 21 833                         |
| Essaïda                                       | 27 940                         |
| Hichria                                       | 15 114                         |
| Jilma                                         | 36 861                         |
| Meknassy                                      | 21 659                         |
| Menzel Bouzaiane                              | 31 048                         |
| Mezzouna                                      | 27 748                         |
| Ouled Haffouz                                 | 20 127                         |
| Regueb                                        | 48 925                         |
| Sidi Ali Ben Aoun                             | 31 424                         |
| Sidi Bouzid Est                               | 57 961                         |
| Sidi Bouzid Ouest                             | 72 511                         |
| Souk Jedid                                    | 22 974                         |
| Sources : Institut national de la statistique |                                |

## Histoire
Le 26 juillet 2012, des dizaines de manifestants attaquent le siège du gouvernorat pour protester contre leur situation sociale.
En juillet 2013, après l'assassinat de Mohamed Brahmi, représentant de la région à l'assemblée constituante, un conseil des anciens est mis en place pour gérer les affaires du gouvernorat et déclare ne plus être sous la tutelle de l'État jusqu'à la chute du gouvernement, la formation d'un gouvernement de salut national et la démission du président de la République. Mais ce mouvement, coordonné par l'union régionale de l'Union générale tunisienne du travail (constituée d'une coalition entre la gauche et d'anciens membres du Rassemblement constitutionnel démocratique) et par le comité régional du Front populaire, est ignoré par la majorité des citoyens et met fin à sa tentative.

## Politique

### Gouverneurs
Voici la liste des gouverneurs de Sidi Bouzid depuis la création du gouvernorat :
- Mokhtar Chouari (1973-1974)
- Abderrazak Ladab (1974-1977)
- Hechmi Amri (1977-1978)
- Salah Bhouri (1978-1979)
- Mohamed Hédi Bellakhoua (1979-8 mai 1980)
- Mohamed Ben Rejeb (8 mai 1980-24 juillet 1986)
- Najih Drissi (24 juillet 1986-1990)
- Boubaker Ben Kraiem (1990-1991)
- Mohamed Soudani (1991-1993)
- Mohamed Louati (1993-1995)
- Habib Ben Gamra (1995-1996)
- Mohamed Ghariani (1996-2001)
- Mohamed Belghith (2001)
- Mohamed Ben Salem (2002-2005)
- Mohamed Faouzi Ben Arab (août 2005-2010)
- Tajeddine Bekri (2001-2002)
- Mourad Ben Jelloul (28 juillet-28 décembre 2010)
- Abdelhamid Aloui (30 décembre 2010-2 février 2011)
- Khaled Younsi (2 février 2011, a refusé le poste)
- Mabrouk Amri (3 février 2011, a démissionné)
- Abdelkader Hamdouni (15 février 2011, nomination annoncée et annulée le même jour)
- Hassen Ftouhi (19 février 2011, a démissionné)
- Nabil Nsiri (13 avril 2011-22 février 2012)
- Mohamed Néjib Mansouri (22 février-7 octobre 2012)
- Amara Tlijani (7 octobre 2012-4 septembre 2013)
- Ammar Khabbabi (4 septembre 2013[7]-22 août 2015)
- Mourad Mahjoubi (22 août 2015[8]-29 octobre 2017)
- Anis Dhifallah (29 octobre 2017[9]-13 février 2019)
- Mohamed Sedki Bououn (13 février 2019[10]-25 novembre 2021[11])
- Abdelhalim Hamdi (6 juin 2022[12]-8 septembre 2024)
- Faycel Bessaoudi (depuis le 8 septembre 2024[13])

### Maires
Voici la liste des maires des 17 municipalités du gouvernorat de Sidi Bouzid dont les conseils municipaux ont été élus le 6 mai 2018 et présidés par les maires suivants :
- Al Ahouaz-El Assouda : ?
- Baten Ghzal : ?
- Bennour : ?
- Bir El Hafey : Marouan Arfaoui[14]
- Cebbala Ouled Asker : ?
- Essaïda : ?
- Jilma : ?
- Mansoura : ?
- Meknassy : ?
- Menzel Bouzaiane : Abderhim Taamallah[15]
- Mezzouna : Fethi Ben Amor[16]
- Ouled Haffouz : Said Hrabi[17]
- Rahal : ?
- Regueb : Mohamed Salah Massoudi[15]
- Sidi Ali Ben Aoun : ?
- Sidi Bouzid : vacant[18]
- Souk Jedid : ?

## Économie
L'économie régionale est fondée sur l'agriculture en raison de l'existence de plaines fertiles. Le gouvernorat est devenu, au cours de ces dernières années, l'un des principaux pôles agricoles du pays. Les terres cultivables couvrent une superficie de 460 000 hectares et les zones irriguées couvrent 36 323 hectares. Les principaux secteurs agricoles du gouvernorat sont les cultures maraîchères, les cultures céréalières, les cultures fourragères et enfin les cultures arboricoles.
Principaux produits agricoles (en tonnes par an) : 
- Lait : 56 000 (litres) ;
- Oléiculture : 51 500 ;
- Cultures maraîchères : 415 450 ;
- Céréales (zones irriguées) : 41 000 ;
- Amande : 7 850.

Le secteur industriel est en plein développement dans la région. Il existe une seule zone abritant 38 entreprises industrielles opérant essentiellement dans les industries du textile et diverses industries. D'autres zones sont prévues par le Conseil du gouvernorat.
Le gouvernorat est enclavé ce qui le prive d'un accès à la mer mais sa proximité du pôle industriel de Sfax, qui dispose d'un port important et d'un aéroport, lui permet d'attirer les investissements. Les principaux produits exportés sont le textile et l'habillement, le cuir et la chaussure, l'huile d'olive, des articles divers en bois, le plâtre et les carreaux en plâtre, les sacs en propylène et polypropylène, les aliments pour bétail et les asperges.
La population active est concentrée essentiellement dans le secteur agricole (41,5 %), les services (15,1 %) et l'industrie manufacturière (10,5 %).

## Sport
- Étoile olympique de Sidi Bouzid
- Avenir sportif de Sidi Bouzid (spécialisé en athlétisme)
- Union sportive de Menzel Bouzaiane
- Stade sportif de Meknassy
- Envoi sportif de Regueb
- Club sportif d'athlétisme de Regueb (spécialisé en athlétisme)
- Club sportif d'athlétisme de Fayedh (spécialisé en athlétisme)
- Espoir sportif d'Ouled Haffouz
- Club sportif de Bir El Hafey
- Association d'athlétisme de Bir El Hfay (spécialisé en athlétisme)
- Aigle sportif de Jilma
- Handball Club de Sidi Bouzid (spécialisé en handball)
- Nouhoudh sportif de Mezzouna